# Atrichodendron
Genre
Atrichodendron est un genre de plantes de la famille des Solanaceae.